# みたけの森
みたけの森（みたけのもり）は、岐阜県可児郡御嵩町にある公園である。
ササユリの群生地や湿原などがあり、地元住民には広く親しまれている。

## 概要
みたけの森は御嵩町にある生活環境保全林である。南山公園と隣接する。
敷地は広くたくさんの散歩道があり、東海自然歩道（3km）、減量ウォーク健康街道（4km）も通る。
湿原、池、神社、水車、塔など様々な要素があるうえ、入場料もかからないため人気の公園となっている。
丸山林道と言う林道が通っているため、車から降りなくとも自然を楽しむことが出来る。

## 観光要素
- 湿原
  - 高原湿原
  - 岩の沢湿原
- 塔
  - 朝日の塔
  - 夕日の塔
- 神社
  - 秋葉神社
- 池
  - 南山溜池 - 噴水がある。
  - 秋葉溜池
- 車道
  - 丸山林道 - 林道の一部は東海自然歩道。
- 散策道
  - はなのきの径
  - せせらぎの径
  - すずかけの径
  - 夕日の径
  - くれないの径
  - あじさいの径
  - 秋葉神社参道
  - 自然歩道
  - 志野の径
  - 朝日の径
  - 湖畔の径
  - 並木径
  - さくらの径
- その他
  - くれないの山
  - 炭焼き小屋
  - しょうぶ園
  - メタセコイアの森
  - 紅白梅林
  - ササユリ群生地
  - さつきの園
  - サクラの森
  - 芝生広場

## 貴重な動植物
- ササユリ
- モウセンゴケ
- サギソウ